# Jefferson (Louisiana)
Jefferson is een plaats (census-designated place) in de Amerikaanse staat Louisiana, en valt bestuurlijk gezien onder Jefferson Parish.

## Demografie
Bij de volkstelling in 2000 werd het aantal inwoners vastgesteld op 11.843.

## Geografie
Volgens het United States Census Bureau beslaat de plaats een oppervlakte van
8,5 km², waarvan 7,1 km² land en 1,4 km² water. Jefferson ligt op ongeveer 244 m boven zeeniveau.

## Plaatsen in de nabije omgeving
De onderstaande figuur toont nabijgelegen plaatsen in een straal van 8 km rond Jefferson.